# آواز قو (ترانه)
«آواز قو» (به انگلیسی: Swan Song) ترانه‌ای از خواننده اهل بریتانیا دوآ لیپا است. این ترانه در ۲۴ ژانویه ۲۰۱۹ به‌عنوان یک تک‌آهنگ ازطریق وارنر رکوردز منتشر شد. این ترانه پشتیبانی کننده اکران فیلم آلیتا: فرشته جنگ بود. موزیک ویدئو این ترانه به کارگردانی فلوریا سیجیزموندی همراه با انتشار تک‌آهنگ منتشر شد. «بانگ خداحافظی» به رتبه ۱ در جدول‌های فروش بلژیک، مکزیک و هلند رسید و همچنین در جدول ۱۰۰ تک‌آهنگ برتر فوران‌کننده ایالات متحده آمریکا به رتبه ۴ رسید.

## تاریخچه انتشار
| منطقه | زمان           | فرمت                     | ناشر         | منا.  |
| ----- | -------------- | ------------------------ | ------------ | ----- |
| جهانی | ۲۴ ژانویه ۲۰۱۹ | دانلود دیجیتال استریمینگ | وارنر رکوردز | [ ۵ ] |
| جهانی | ۲۹ ژانویه ۲۰۱۹ | Contemporary hit radio   | وارنر رکوردز | [ ۶ ] |